# ファロス (学習塾)
ファロス個別指導学院は、大阪市中央区に本社を置く株式会社ウィザスが運営する個別指導塾。1997年より大阪、兵庫を中心に展開している。
ファロスとはラテン語で「燈台」を意味し、ファロスで学ぶ生徒たちの将来を照らす燈台でありたいという想いから。また、関西を中心に展開している集団指導塾の高校受験進学塾「第一ゼミナール」とは同じ運営元である。

## 特徴
- 小学生〜高校生までを対象とした個別指導塾。「目標は志望校合格、目的は社会で活躍できる人づくり」を掲げる第一ゼミナールの個別指導塾として、単に受験テクニックを教えるだけではなく、自分で考えて解く力を身につける「プラスサイクル学習法」という独自のメソッドを実践している。
- 右脳速読・英語長文速読・英検コース・図形コースなど多彩なオプションコースも開講している。

## 教室一覧

### 大阪府
泉大津市
- 北助松駅前教室

和泉市
- 和泉中央駅前教室

大阪市
- 上本町駅前教室
- 谷町天満橋教室
- 南森町駅前教室
- 岸和田駅前教室
- 谷町天満橋教室
- 都島駅前教室
- 土佐堀教室
- 阿波座教室
- 玉出駅前教室
- 阿倍野教室
- 天王寺駅前教室

門真市
- 古川橋駅前教室

岸和田市
- 岸和田駅前教室
- 東岸和田駅前教室

熊取町
- 熊取駅前教室

堺市
- 鳳教室
- 北野田駅前教室
- 栂・美木多駅前教室
- なかもず駅前教室

富田林市
- 富田林駅前教室

羽曳野市
- 古市駅前教室

阪南市
- 尾崎駅前教室

東大阪市
- 小阪教室

枚方市
- 光善寺駅前教室

松原市
- 松原教室

守口市
- 守口市駅前教室

### 兵庫県
- 甲子園口教室
- 夙川教室
- 六甲道教室
- 御影教室
- 住吉教室
- 宝塚教室
- 逆瀬川教室

※その他第一ゼミナール全校に併設